# 拉沃拉内
拉沃拉内（法語：Lavelanet，法語發音：[lavlanɛ]），法国南部城市，奥克西塔尼大区阿列日省的一个市镇，隶属于帕米耶区，其市镇面积为12.57平方公里，2022年1月1日时人口数量为6,018人，在法国城市中排名第1,778位。
拉沃拉内位于阿列日省东部，普朗托雷勒山脉腹地，图伊尔河两岸，是一个区域性的中心城市，被认为是奥尔姆地区的首府，多条公路在此交汇。前法国国家足球队运动员法比安·巴特兹出生于此地。

## 地名来源
“拉沃拉内”一名来源于拉丁语单词“Abellana”，意为“榛子”，其奥克语形式为，1787年起以作为其官方名称。

## 历史

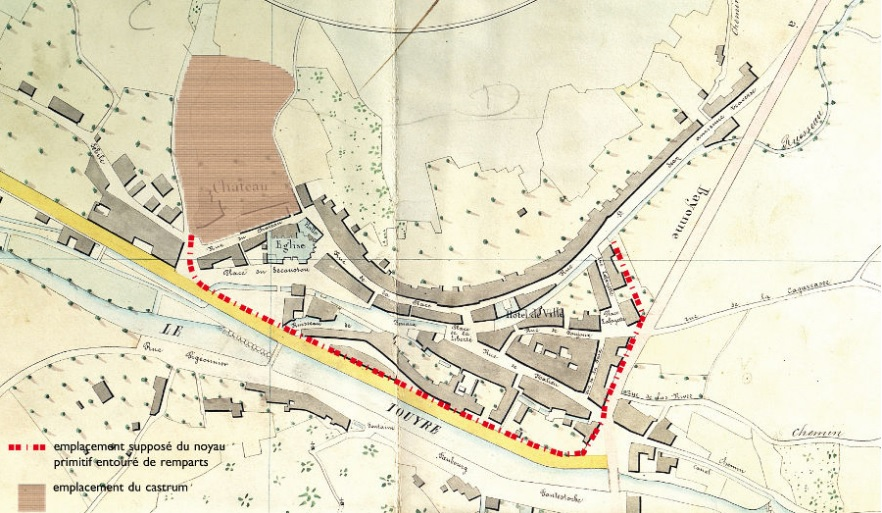
19世纪中期的拉沃拉内地图

根据当地的民间传说，拉沃拉内在古典时期就已形成聚落，并因出产织物而成为一个商业中心。罗马人在入侵这一区域时在图伊尔河附近修建了城堡，罗马皇帝卡拉卡拉将拉沃拉内出产的织物带回了罗马。公元3世纪后，摩尔人入侵此地，将城堡改造成为了城塞，以控制这一区域。公元9世纪左右，一名来自圣塞宁圣殿的道士在图伊尔河畔的邦萨（Bensa）修建了一处教堂，11世纪左右又出现了第二个教堂。1012年，原图卢兹伯国南部区域被划出富瓦伯国，其伯爵于1202年在拉沃拉内以南修建了蒙塞居尔城堡。在此后的阿尔比十字军征战中，蒙塞居尔城堡经历了多次打击但始终未能被攻破。1229年《巴黎条约》签订后，拉沃拉内被莱维家族控制，蒙塞居尔城堡亦于1244年被该家族继承。宗教战争期间，拉沃拉内遭遇毁灭性的打击，加之当地出现了严重的干旱，使得当地人口数量急剧下降。1622年8月29日，卡拉芒伯爵对拉沃拉内城内的天主教居民进行了大屠杀。1627年，拉沃拉内独立成为一处领地，当地的教堂于次年开始重建。法国大革命后，拉沃拉内成为阿列日省的一个市镇。1909年，一条连接拉沃拉内的地方铁路建成运行，后因私人汽车的兴起而于二战结束后关闭。

## 地理

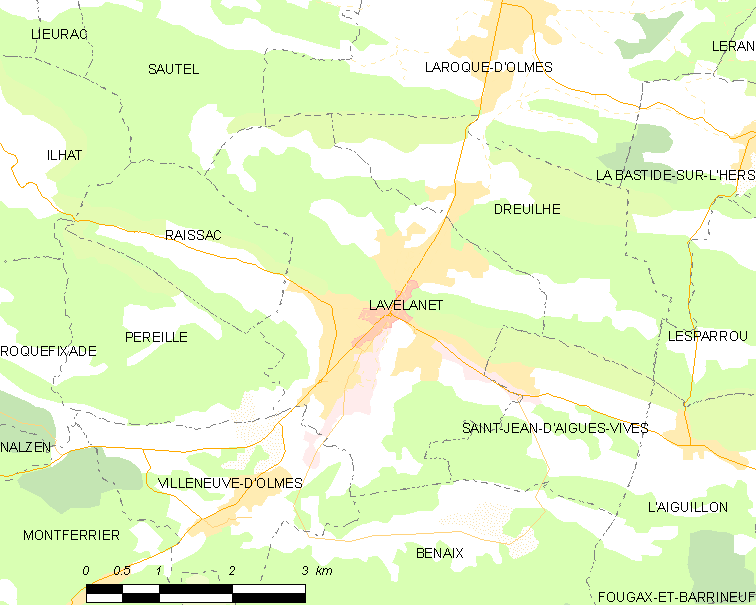
拉沃拉内市镇范围地图

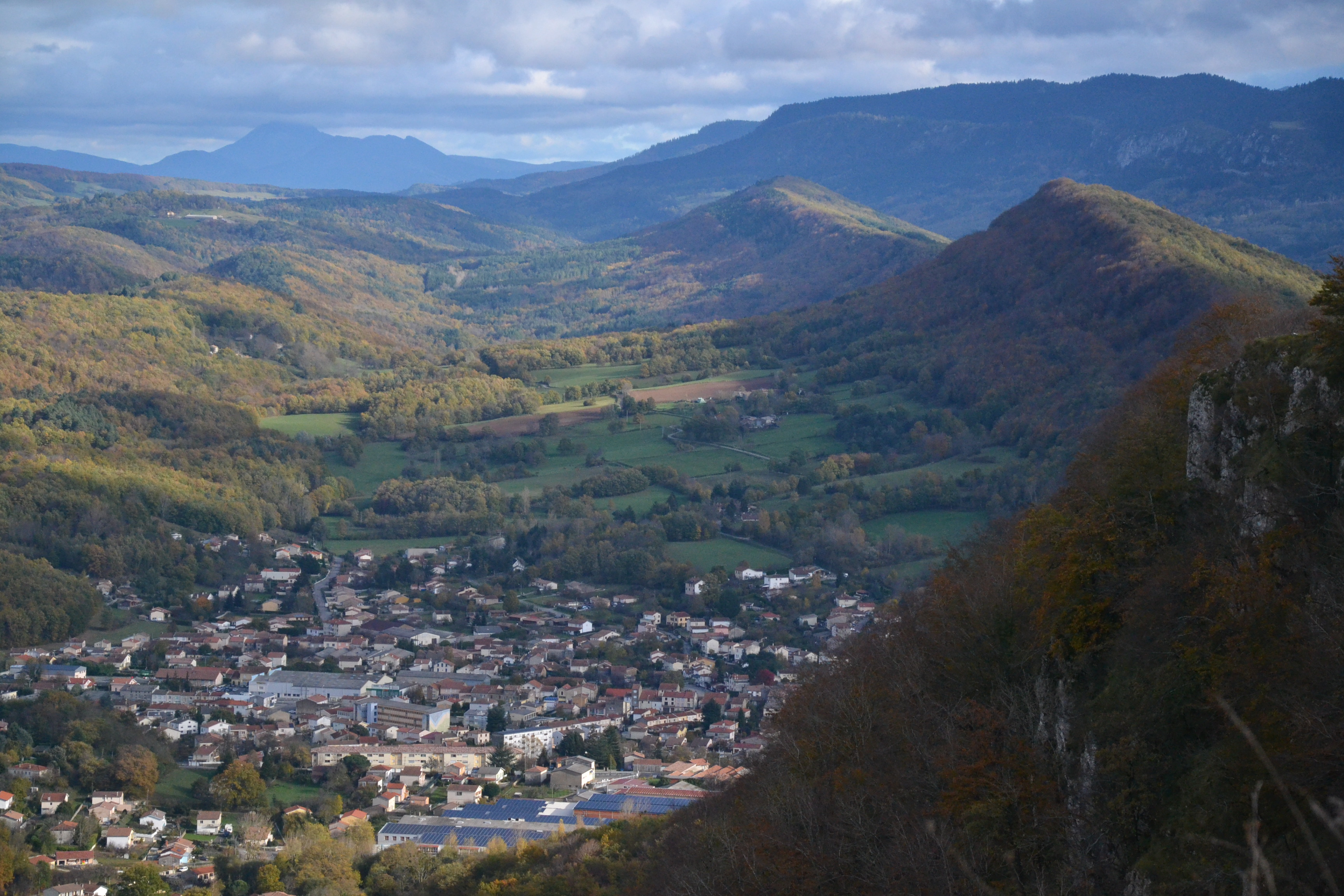
从山顶眺望拉沃拉内

拉沃拉内位于法国西南部，奥克西塔尼大区西南部和阿列日省东部，距离省会富瓦大约27公里。与拉沃拉内接壤的市镇包括：德勒耶、拉罗克多尔姆、佩雷耶、赖萨克、圣让代格维沃、索泰勒、奥尔姆新城。

### 地形
拉沃拉内位于普朗托雷勒山脉腹地的一处山谷之中，境内以丘陵及山地为主，市镇中心位于一处地势较为平坦开阔的坝子上，一条东西走向的山脉从中穿过，使其建成区呈“工”字型分部，市镇范围内全境的海拔在490到802米之间。

### 水文
图伊尔河自南向北流经境内，该河是埃尔斯维夫河的支流，属于加龙河水系。

### 植被
拉沃拉内属于温带阔叶混交林区，林地主要分布于山地地区及河流两岸。
在鲜花城市的评比中，拉沃拉内暂未被评级。

### 气候
拉沃拉内在柯本气候分类法中属于带有山地特征的地中海气候。
距离拉沃拉内最近的常年气象站位于蒙费里耶境内，以下为该气象站的数据（其中日照数据取自卡尔卡松气象站）：
| 蒙费里耶1981年－2019年 | 蒙费里耶1981年－2019年 | 蒙费里耶1981年－2019年 | 蒙费里耶1981年－2019年 | 蒙费里耶1981年－2019年 | 蒙费里耶1981年－2019年 | 蒙费里耶1981年－2019年 | 蒙费里耶1981年－2019年 | 蒙费里耶1981年－2019年 | 蒙费里耶1981年－2019年 | 蒙费里耶1981年－2019年 | 蒙费里耶1981年－2019年 | 蒙费里耶1981年－2019年 | 蒙费里耶1981年－2019年 |
| 月份                   | 1月                    | 2月                    | 3月                    | 4月                    | 5月                    | 6月                    | 7月                    | 8月                    | 9月                    | 10月                   | 11月                   | 12月                   | 全年                   |
| ---------------------- | ---------------------- | ---------------------- | ---------------------- | ---------------------- | ---------------------- | ---------------------- | ---------------------- | ---------------------- | ---------------------- | ---------------------- | ---------------------- | ---------------------- | ---------------------- |
| 历史最高温 °C（°F）    | 22 (72)                | 22 (72)                | 25.5 (77.9)            | 28 (82)                | 31.5 (88.7)            | 34 (93)                | 38 (100)               | 35.5 (95.9)            | 30.5 (86.9)            | 30 (86)                | 24.5 (76.1)            | 21 (70)                | 38 (100)               |
| 平均高温 °C（°F）      | 9 (48)                 | 9.4 (48.9)             | 12.5 (54.5)            | 14.3 (57.7)            | 18 (64)                | 21.7 (71.1)            | 23.8 (74.8)            | 23.9 (75.0)            | 20.3 (68.5)            | 17 (63)                | 11.7 (53.1)            | 9.1 (48.4)             | 15.9 (60.6)            |
| 日均气温 °C（°F）      | 4.4 (39.9)             | 4.7 (40.5)             | 7.3 (45.1)             | 9.1 (48.4)             | 12.9 (55.2)            | 16.5 (61.7)            | 18.4 (65.1)            | 18.5 (65.3)            | 15 (59)                | 11.9 (53.4)            | 7.1 (44.8)             | 4.7 (40.5)             | 10.9 (51.6)            |
| 平均低温 °C（°F）      | −0.2 (31.6)            | 0 (32)                 | 2 (36)                 | 4 (39)                 | 7.8 (46.0)             | 11.3 (52.3)            | 13 (55)                | 13.1 (55.6)            | 9.8 (49.6)             | 6.9 (44.4)             | 2.4 (36.3)             | 0.3 (32.5)             | 5.9 (42.6)             |
| 历史最低温 °C（°F）    | −11.5 (11.3)           | −14.5 (5.9)            | −15 (5)                | −3.5 (25.7)            | −1 (30)                | 3.5 (38.3)             | 5 (41)                 | 5 (41)                 | 1.5 (34.7)             | −4 (25)                | −9.5 (14.9)            | −11.5 (11.3)           | −15 (5)                |
| 平均降水量 mm（）      | 30.9 (1.22)            | 104.2 (4.10)           | 103 (4.1)              | 151.1 (5.95)           | 134 (5.3)              | 102.7 (4.04)           | 85.1 (3.35)            | 95.8 (3.77)            | 107.7 (4.24)           | 103.9 (4.09)           | 142.5 (5.61)           | 124.9 (4.92)           | 1,385.8 (54.56)        |
| 月均日照時數           | 97.2                   | 119.6                  | 172.6                  | 188.1                  | 214.7                  | 239.7                  | 275.4                  | 260.4                  | 212.9                  | 144.6                  | 102.5                  | 91.6                   | 2,119.3                |
| 来源：infoclimat.fr    |                        |                        |                        |                        |                        |                        |                        |                        |                        |                        |                        |                        |                        |

## 行政区划
拉沃拉内是法国奥克西塔尼大区阿列日省的一个市镇，编号为09160。拉沃拉内隶属于帕米耶区，隶属于阿列日省第一选区，管理奥尔姆地区县，同时也是奥尔姆地区市镇公共社区的办公驻地。
法国国家统计与经济研究所（简称）在进行数据统计时，将拉沃拉内单独设为拉沃拉内城市核心区，并将包括核心区在内的周边共4个市镇划为拉沃拉内城市区。自2020年起，拉沃拉内城市区被包含28个市镇的拉沃拉内城市辐射区代替。此外，还将拉沃拉内市镇分为了3个“块区”（IRIS），以便于统计人口分布情况。

## 交通

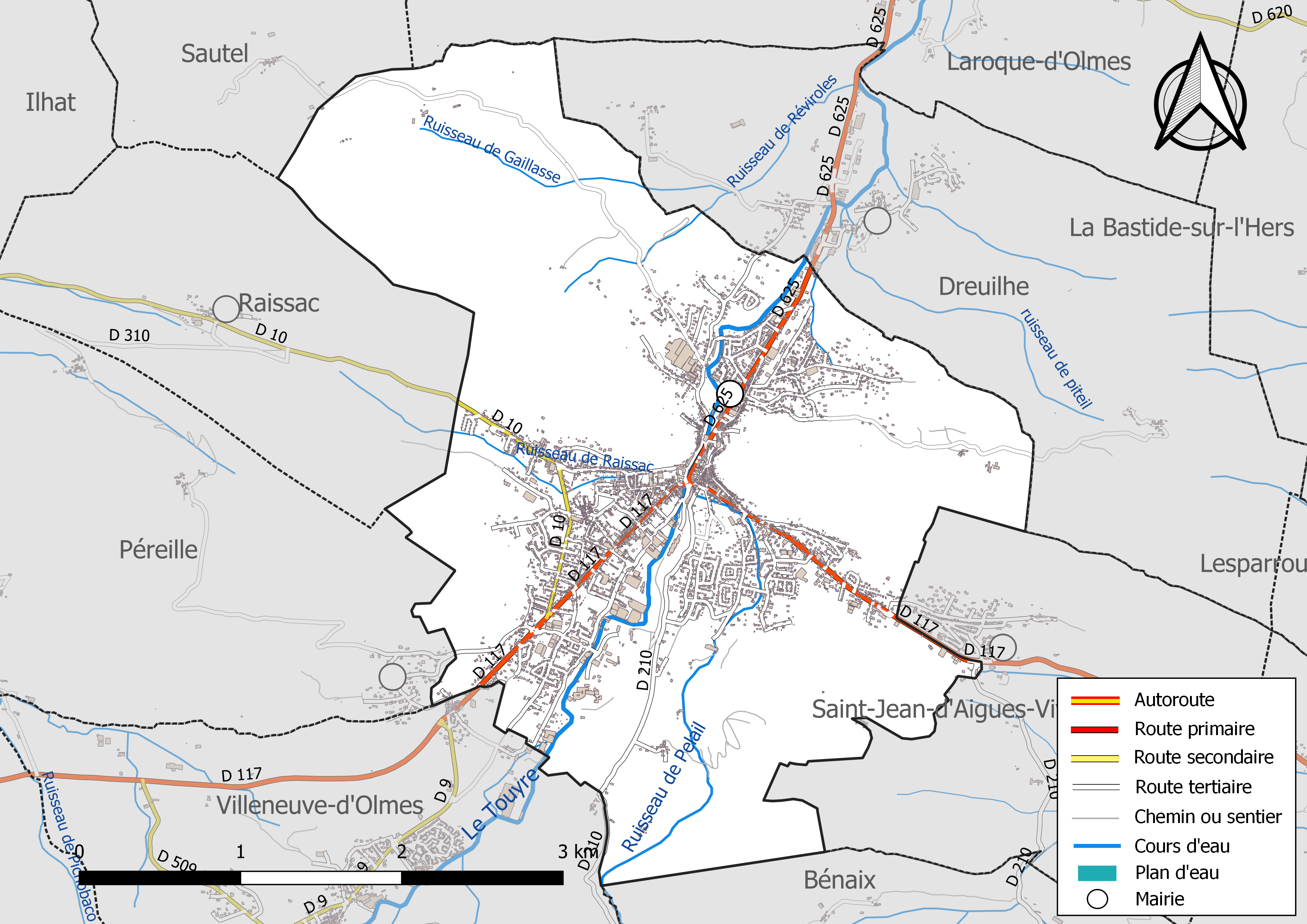
拉沃拉内公路地图

### 公路
阿列日省省道D10线、D117线和D625线在拉沃拉内境内交汇。奥克西塔尼大区下属的城际客运提供巴士线路，可前往富瓦及帕米耶。
2017年，60.6%的拉沃拉内家庭拥有至少一辆私人汽车。2019年，拉沃拉内境内共发生各类交通事故2起，造成3人受伤。

### 铁路
拉沃拉内位于新穆兰－拉沃拉内铁路的终点，该铁路已于1939年停止客运，并自1973年起彻底废弃，原站房改造成为一处音乐培训学校。距离拉沃拉内最近的运营中的客运铁路车站为富瓦站，该站位于富瓦市区北部，停靠往返于图卢兹和拉图尔德卡罗勒一线的区域列车。

### 航空
距离拉沃拉内最近的民用航空站为卡尔卡松机场，距离拉沃拉内市中心的公路里程约61公里，该机场开行前往布鲁塞尔的航线。

### 城市公共交通
截止2021年9月，拉沃拉内暂无城市公共交通系统。

## 政治

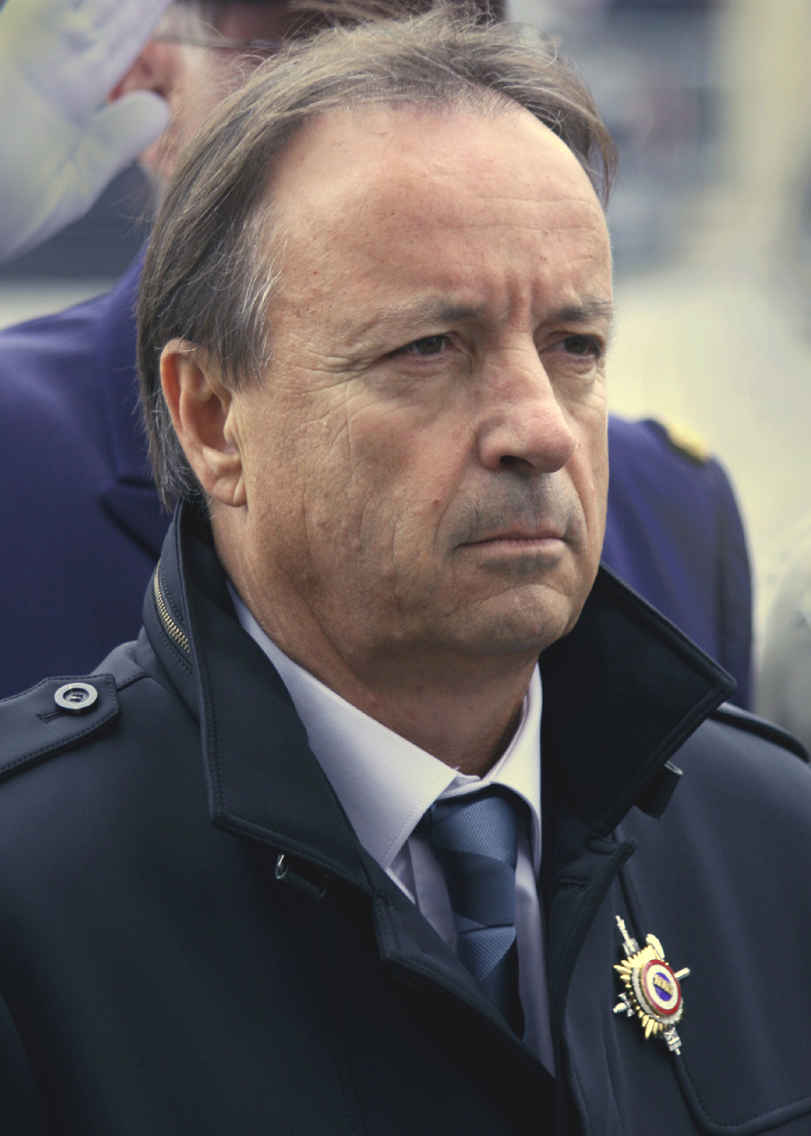
让-皮埃尔·贝尔

拉沃拉内的现任市长为马克·桑谢先生（Marc Sanchez），他是社会的一名成员，在2020年的市政选举中获得了67.6%的支持率。
在2017年的法国总统大选中，法国第25任总统埃马纽埃尔·马克龙在拉沃拉内获得了54.86%的支持率。
| 拉沃拉内历届市长 |                                  |                   |
| 任期             | 市长                             | 党派              |
| 1944年－1945年   | Léonce Cazeneuve 莱昂斯·卡泽纳夫 | 不详              |
| 1945年－1947年   | Antoine Salles 安托万·萨勒       | PCF法国共产党     |
| 1947年－1977年   | Fernand Delmas 费尔南·代尔马     | PS社会党          |
| 1977年－1983年   | Jean Miquel 让·米凯尔            | PCF法国共产党     |
| 1983年－1995年   | Jean-Michel Caux 让-米歇尔·科    | PS社会党          |
| 1995年－2001年   | Bernard Marty 贝尔纳·马尔蒂      | DVD右翼无党派人士 |
| 2001年－2008年   | Jean-Pierre Bel 让-皮埃尔·贝尔   | PS社会党          |
| 2008年－         | Marc Sanchez 马克·桑谢           | PS社会党          |

## 人口
2018年，拉沃拉内市镇人口数量为6,099，在法国排名第1,778位。其中男性2,902人，女性3,235人，75岁及以上人口占15.5%，外籍人口数量为1,328人，人口密度为485人/平方公里，当地居民被称为（男性）或（女性）。2019年，拉沃拉内境内出生44人，死亡人口91人。
| 年份   | 1936  | 1946  | 1954  | 1962  | 1968  | 1975  | 1982  | 1990  | 1999  | 2006  | 2011  | 2016  | 2018  |
| ------ | ----- | ----- | ----- | ----- | ----- | ----- | ----- | ----- | ----- | ----- | ----- | ----- | ----- |
| 人口數 | 4,933 | 5,541 | 6,820 | 7,648 | 8,630 | 9,346 | 8,368 | 7,740 | 6,872 | 6,769 | 6,404 | 6,165 | 6,099 |

## 经济

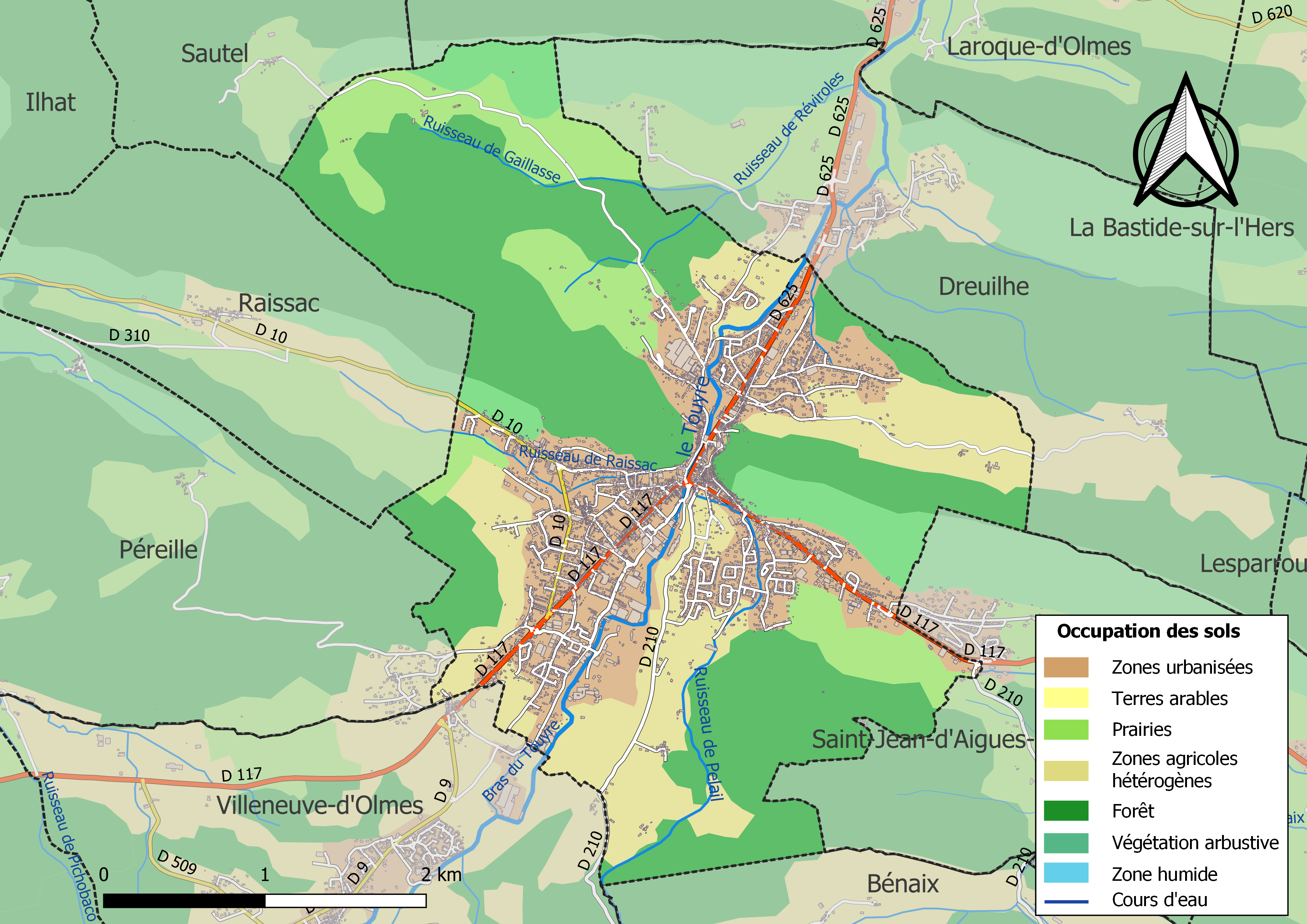
拉沃拉内土地利用情况地图

截止2021年9月，拉沃拉内共有各类用人单位（包含自雇）999家，平均历史为17年，其中99.64%为中小型企业（PME）。（零售）、（工业机械）及（工业机械）是当地2019年营业额最高的三个企业，分别为18,698,491欧元、10,269,630欧元和8,017,120欧元。

## 财政收入
2019年，拉沃拉内的财政收入总额为7,318,770欧元，财政支出总额为6,799,830欧元，当年的债务总额为11,012,400欧元。2021年，拉沃拉内共获得813,488欧元的国家财政补助，比上一年减少了2.57%。
2017年，拉沃拉内的人均月收入总额为1,744欧元，其中高级职员为3,853欧元，低于法国平均水平（4,214欧元）；中级职员为2,105欧元，低于法国平均水平（2,353欧元）；普通职员为1,533欧元，亦低于法国平均水平（1,690欧元）。
2017年，拉沃拉内境内的青壮年（15至64岁）失业率为29.4%，当地34.6%的家庭拥有纳税资格，平均纳税1,628欧元，低于法国平均水平（3,888欧元）。

## 社会事务

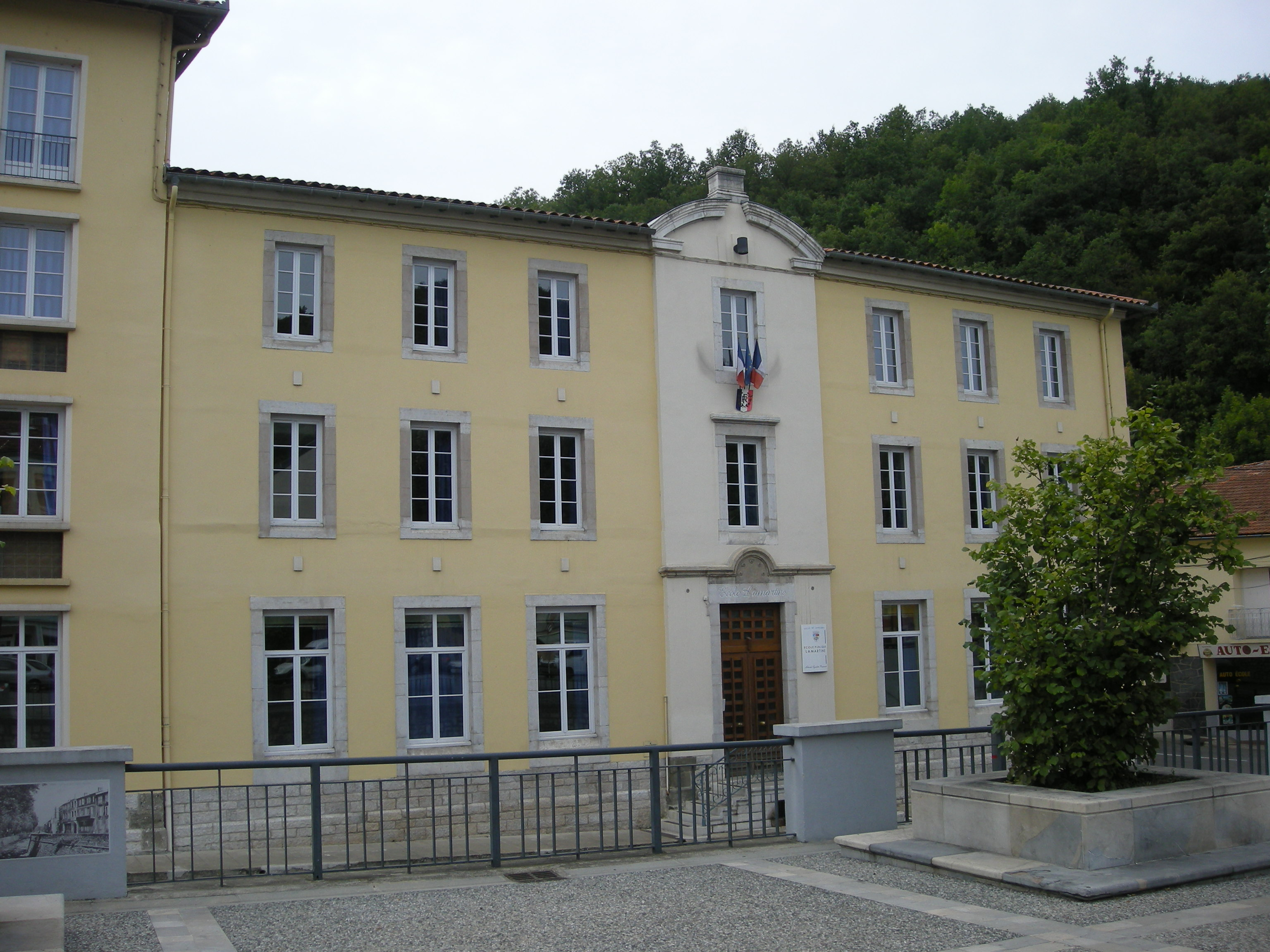
拉沃拉内境内的一所学校

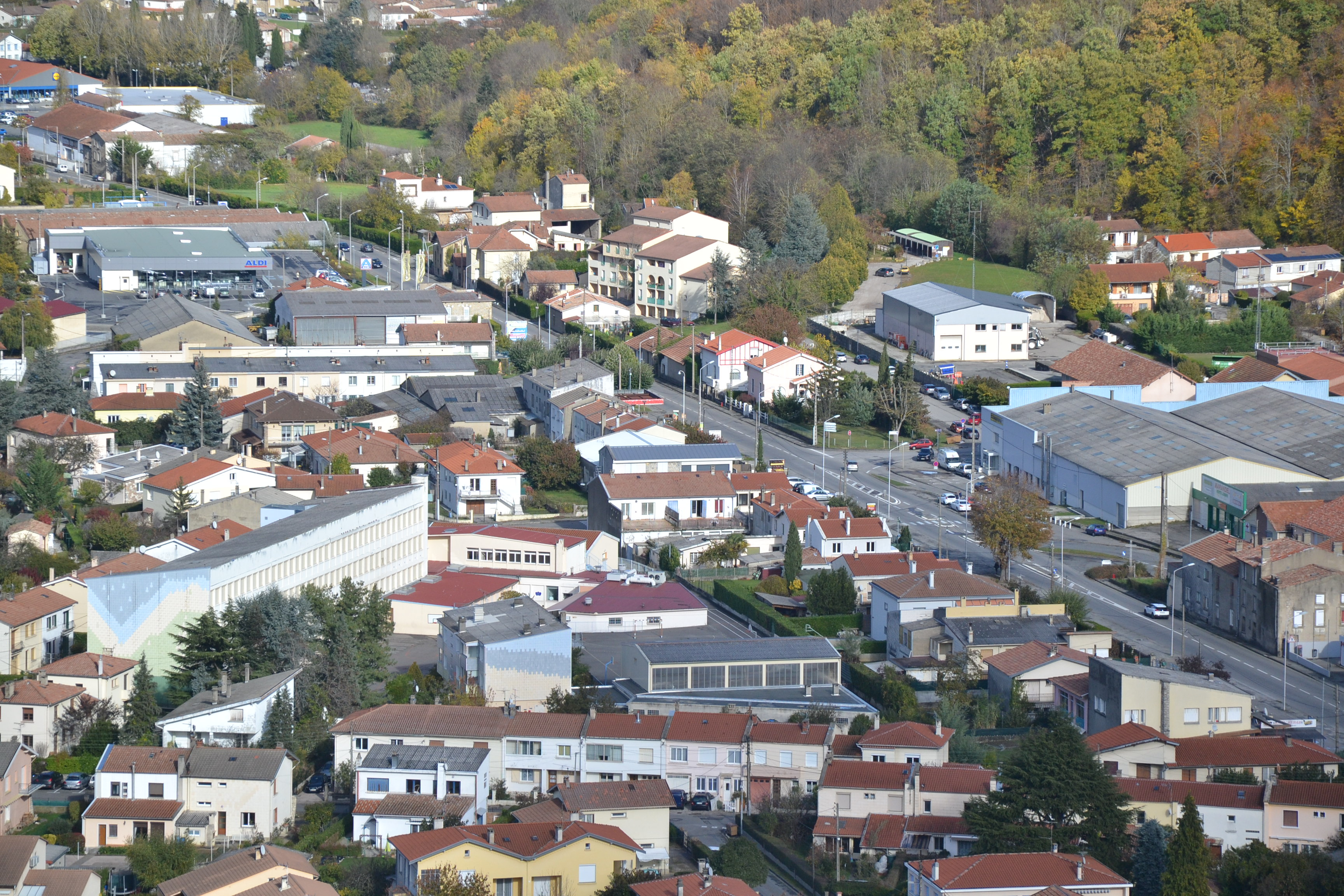
拉沃拉内北部街区

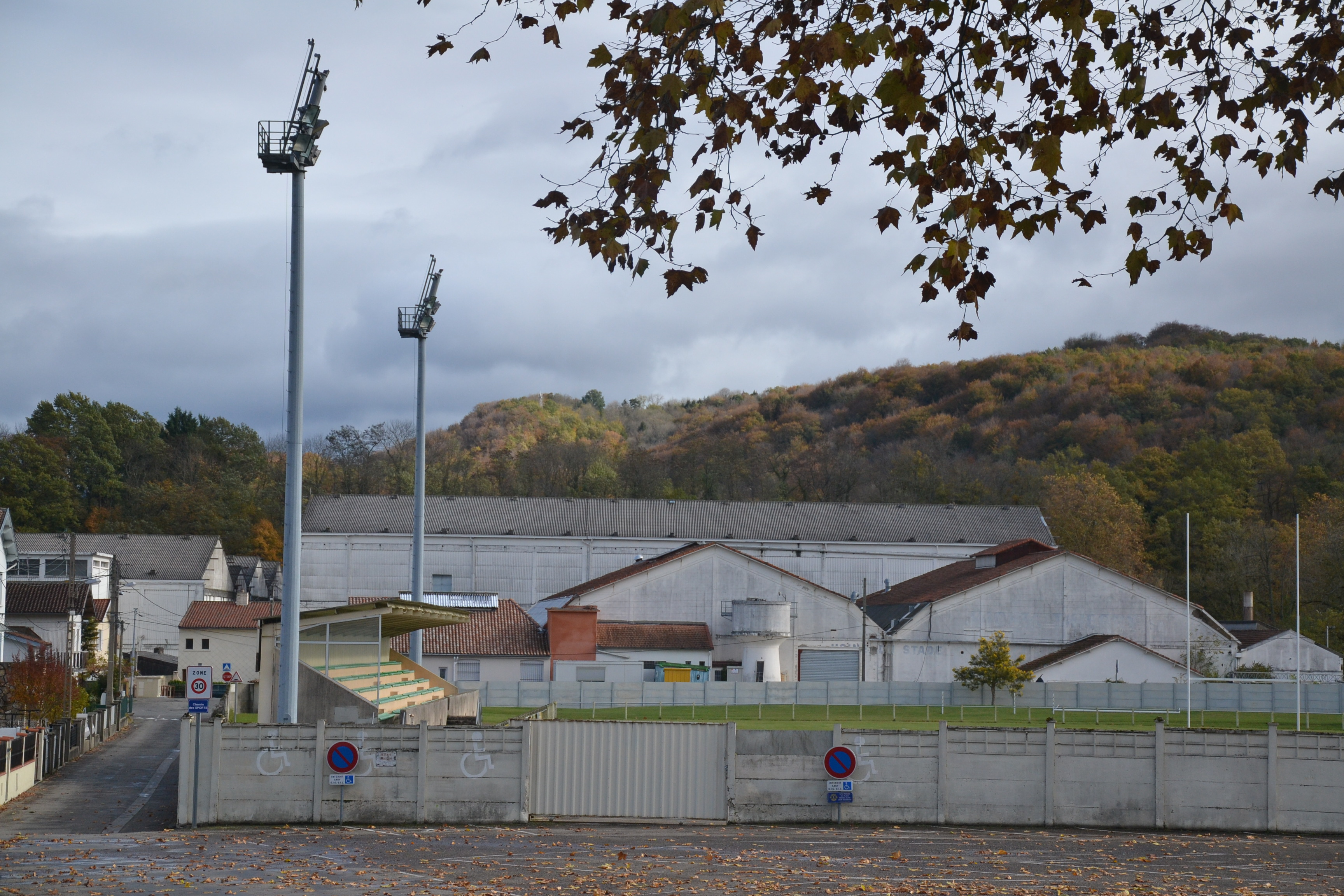
拉沃拉内市政球场

### 教育
拉沃拉内属于图卢兹学区。截止2019年1月1日，拉沃拉内境内共有1所幼儿园、3所小学、2所初级中学和1所职业高中。2018至2019学年度，拉沃拉内境内共有在校中等教育阶段学生513名。

### 医疗
截止2019年1月1日，拉沃拉内境内共有全科医生8名、保健师11名、牙医4名和护士25名。境内共有药房4家、养老院1家。
拉沃拉内是阿列日河谷市际中心医院（Centre Hospitalier Intercommunal des Vallées de l'Ariège，简称“CHIVA”）的服务范围，后者是法国的一个区域性医疗机构，该机构在拉沃拉内设有一个共含113个床位的“拉苏拉诺医院”（Hôpital de La Soulano），是当地规模最大的公立综合性医院。此外该机构的其主病区“圣让德韦尔日医院”（CHIVA - Site de Saint Jean de Verges）位于富瓦市区以北的圣让德韦尔日境内，设有床位354个，距离拉沃拉内的正常车程约30分钟。

### 住房
2017年，拉沃拉内境内共有各类住房3,777套，其中73.5%为独立式居民区，26.3%为集中式居民区。常住房屋占拉沃拉内市镇范围内居民建筑总量的79.6%。
在住房保障政策方面，2017年，拉沃拉内境内共有881户家庭获得了住房经济补助，受益人数占总人口数量的14.4%，其中819份为房租补助。

### 商业
2019年，拉沃拉内境内共有各类实体商铺222家，其中餐厅27家、大型超市7家、杂货店1家、面包房8家、肉铺1家、书店3家、银行门店7家、美容美发店12家、汽车维修店20家。市中心有一家家乐福便民超市，市区南部和北部分别有一家Super U和Aldi购物中心。

### 体育
2019年，拉沃拉内境内共有2间体育馆、5处网球场、2处足球或橄榄球场以及2处篮球或排球场。
截至2021年9月，拉沃拉内境内共有三支注册足球俱乐部，其中包括一支五人制足球队。
拉沃拉内体育会是当地的一支橄榄球队，成立于1920年，2021至2022赛季参加奥克西塔尼大区橄榄球联赛。

### 环境
拉沃拉内的环境事务由其所属的公共社区负责。2019年，拉沃拉内境内共有2家污染企业。

### 治安
2019年，拉沃拉内市镇范围内有1处宪兵队。
2014年，拉沃拉内及附近地区共发生各类案件1,497起，其中盗窃类案件964起，经济类案件161起，毒品交易类案件64起。

## 文化
2019年，拉沃拉内境内共有1家剧场、1家电影院和1家博物馆。拉沃拉内市政府提供多媒体中心，向公众全年开放。

### 建筑
拉沃拉内境内有多处历史建筑，其中邦萨圣塞宁小教堂、教堂等为法国国家文物保护单位。

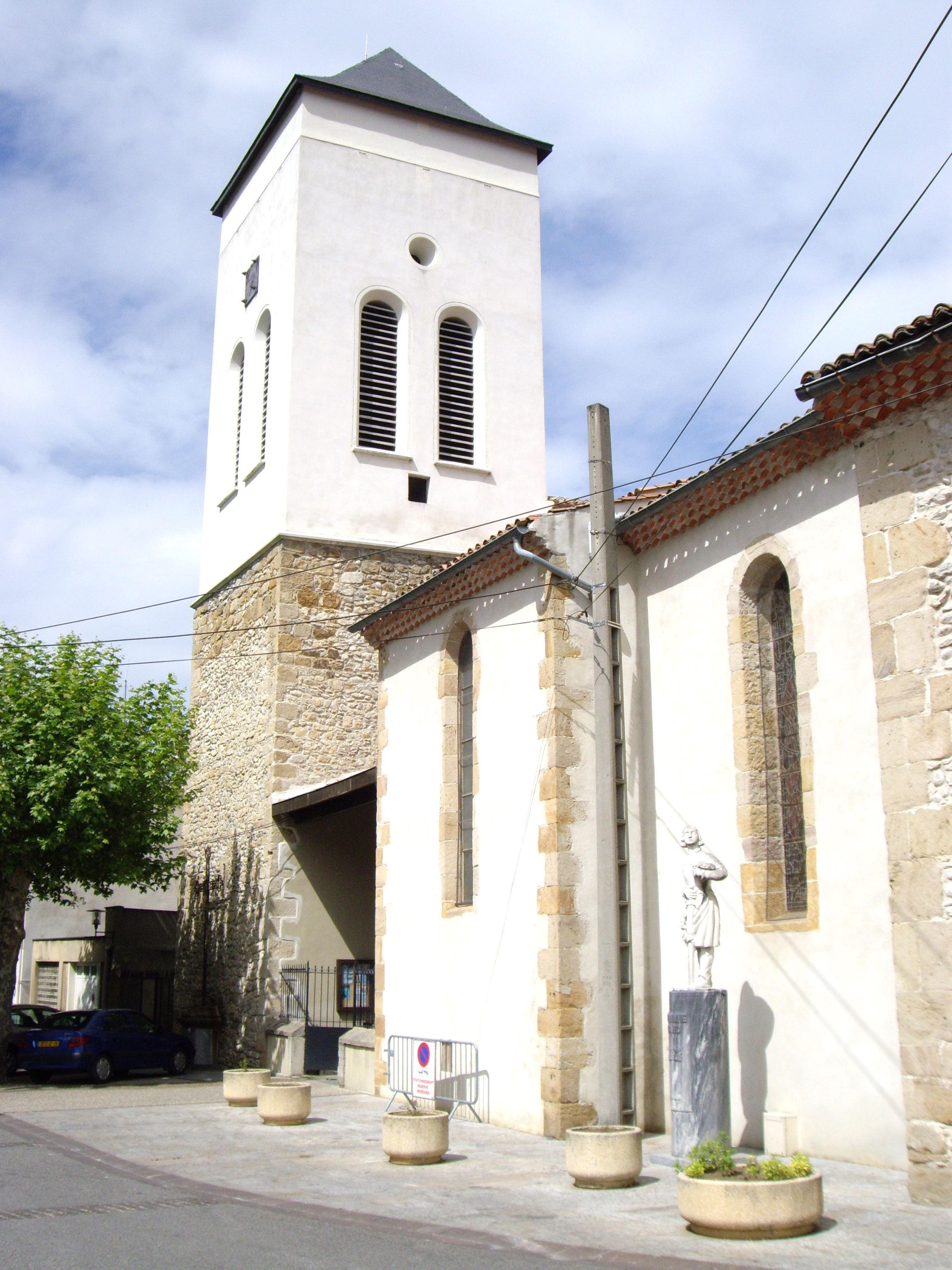
圣母升天小教堂
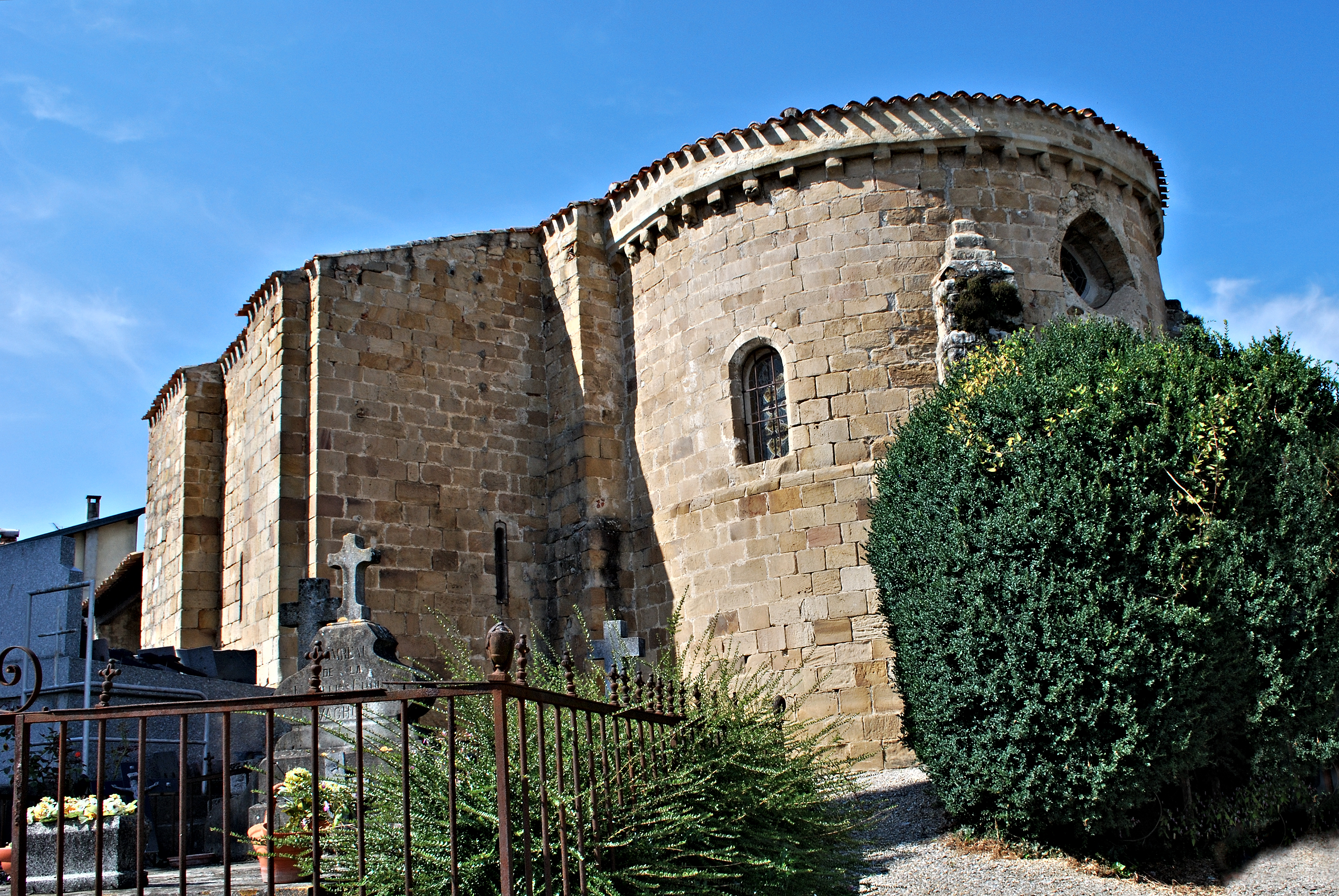
邦萨圣塞宁小教堂（法语：Chapelle Saint-Sernin de Bensa）
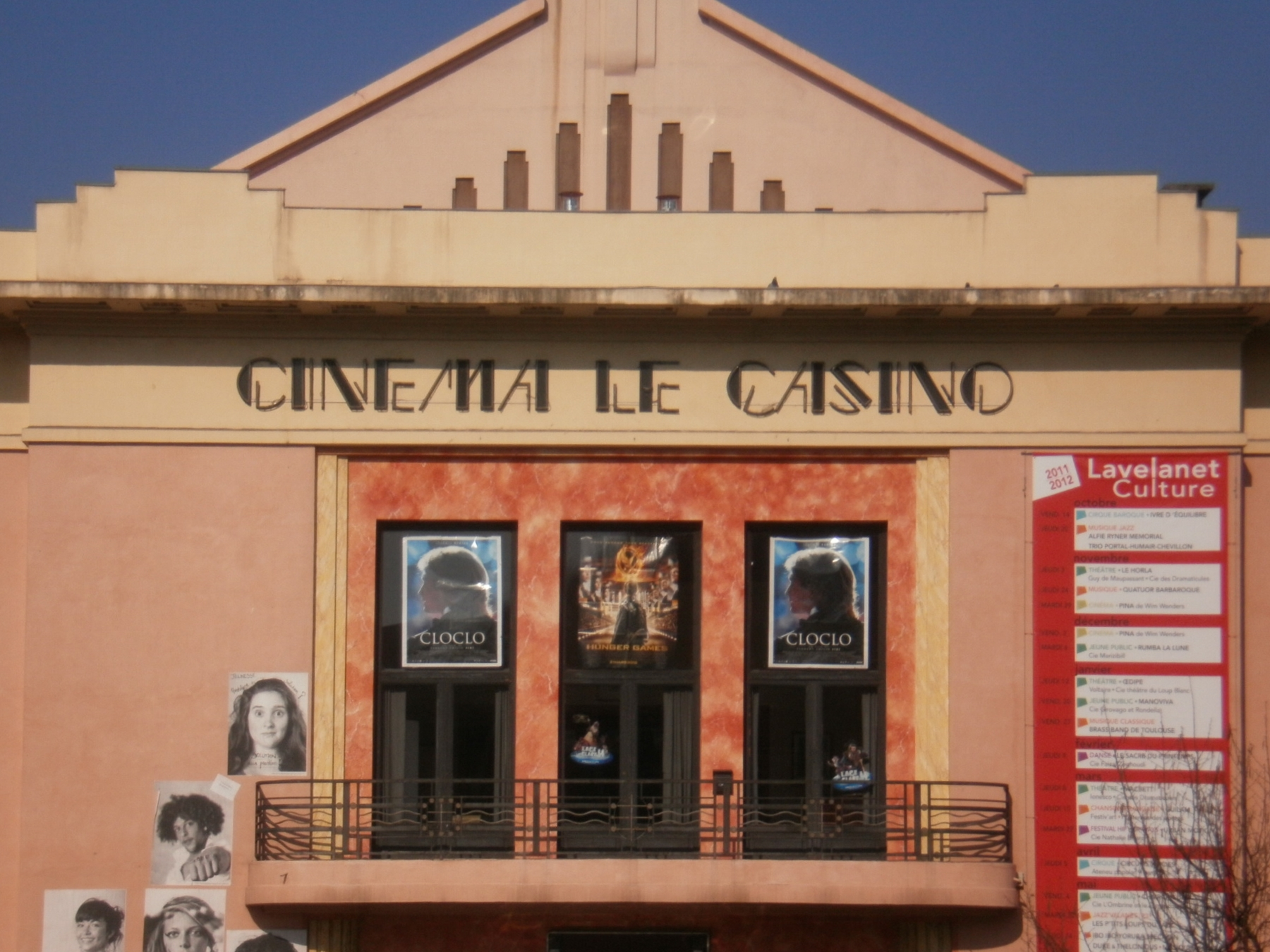
赌场电影院
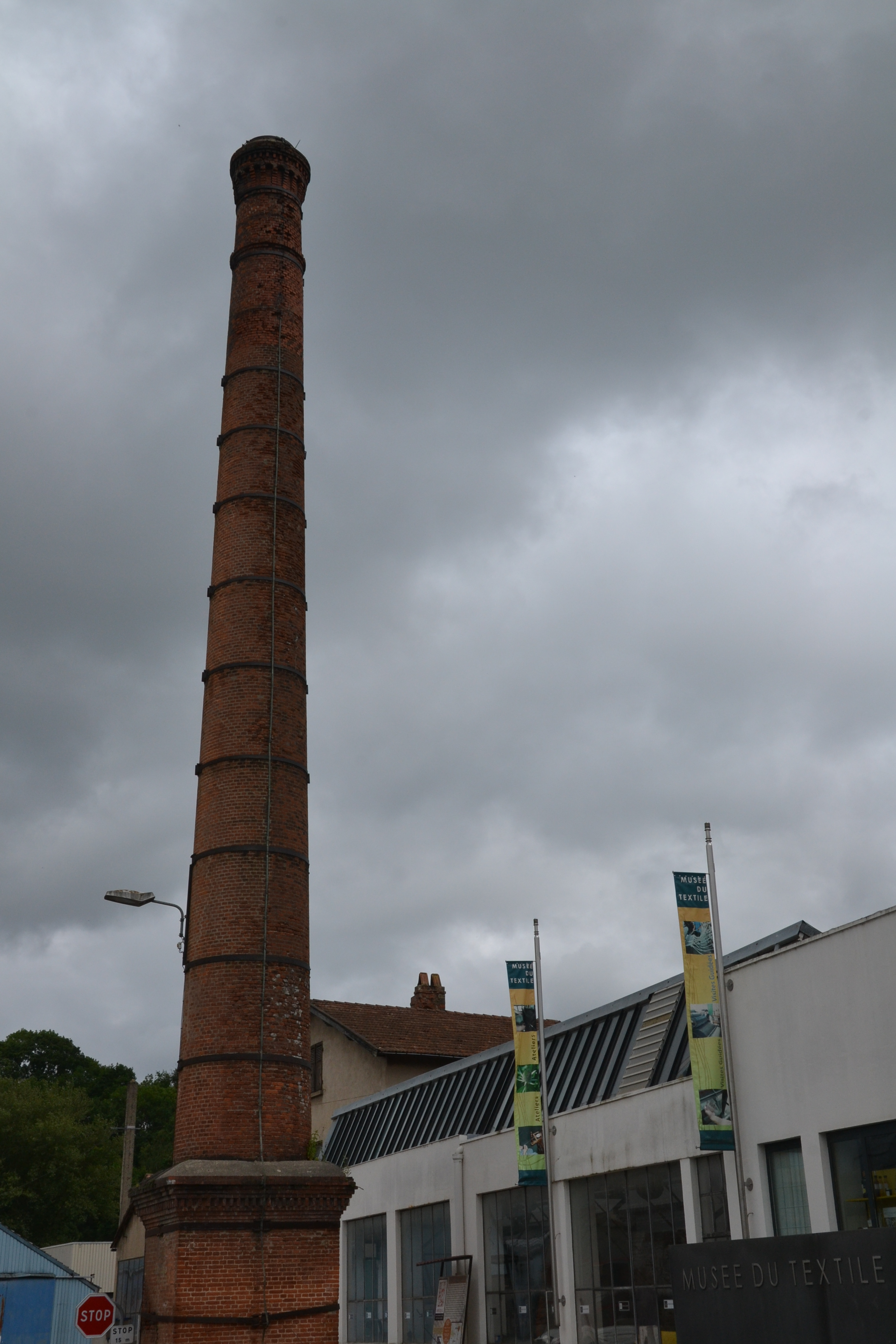
纺织厂博物馆
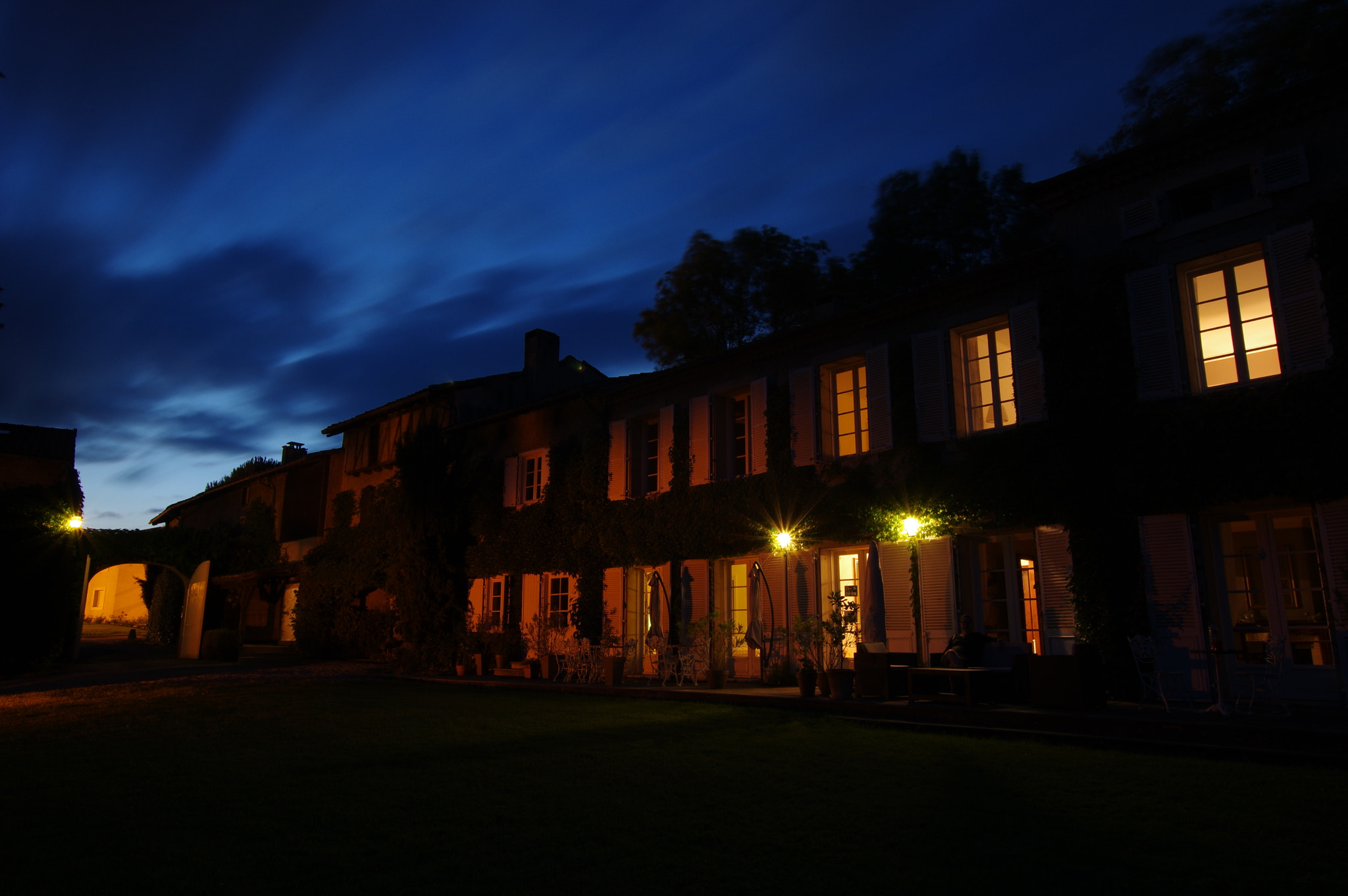
拜莱斯庄园
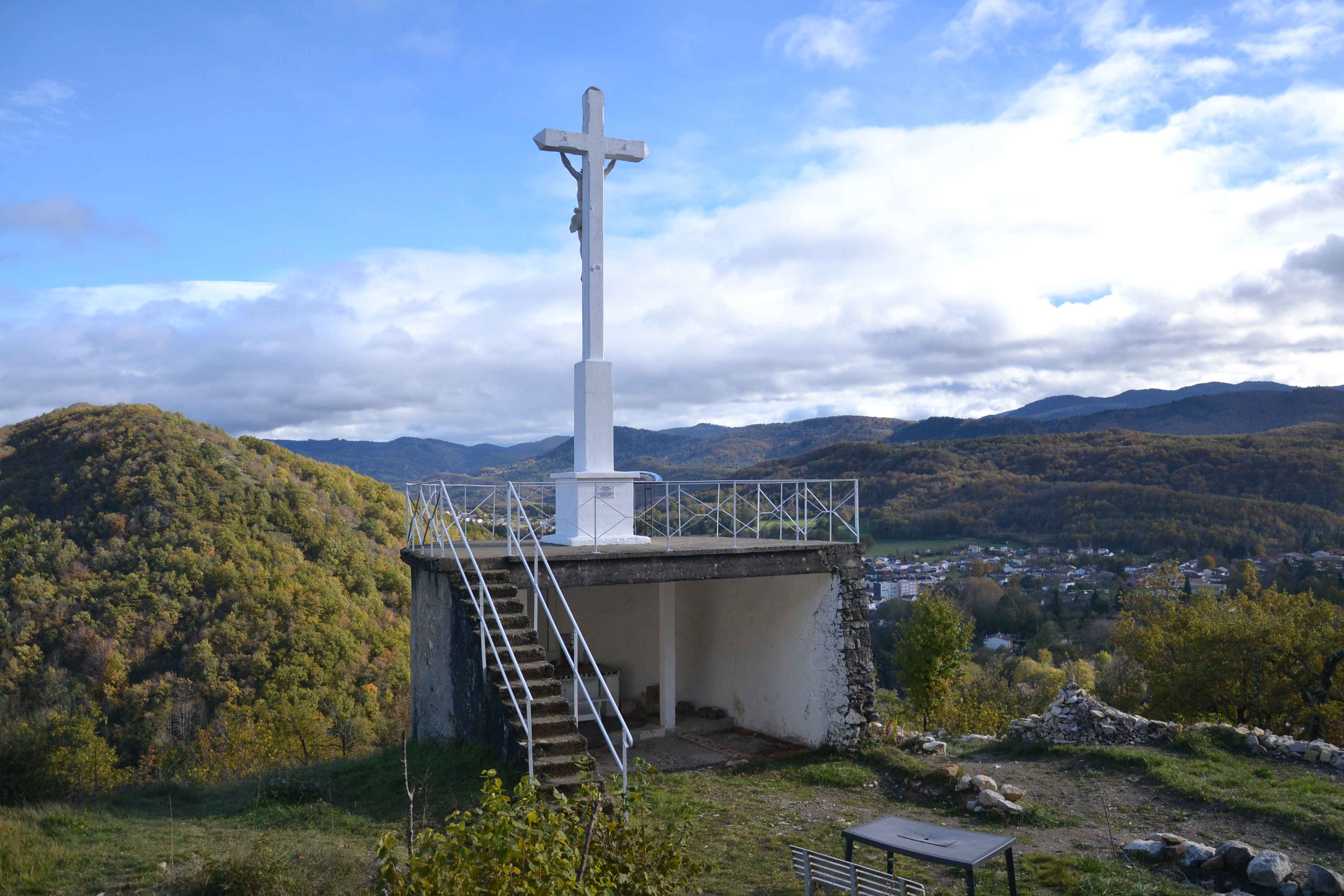
圣吕菲娜十字架
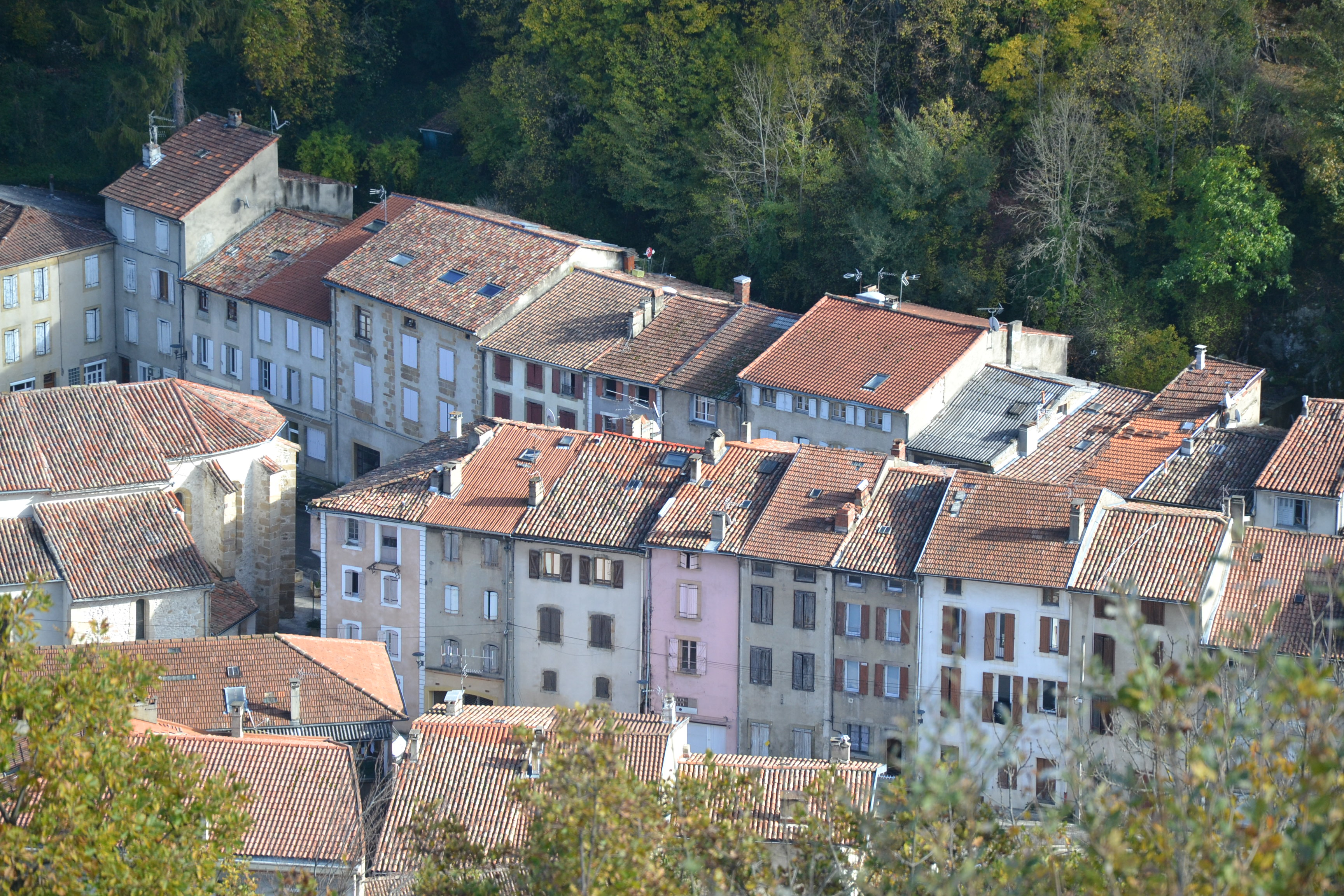
传统民居

### 旅游
拉沃拉内的旅游事务由其所属的公共社区负责。2020年，拉沃拉内境内共有1个露营地，可容纳共142辆露营车。

### 媒体
法国主要的媒体均可在拉沃拉内接收，法国电视三台下属的奥克西塔尼大区频道在部分时段播出拉沃拉内所属区域的地方新闻。

## 相关人物
法国足球运动员法比安·巴特兹、橄榄球运动员帕特里克·埃斯泰夫和滑雪女运动员佩里娜·拉丰出生于拉沃拉内。
1998年国际足联世界杯法国队夺冠后，法比安·巴特兹连夜返回家乡与当地民众共同庆祝胜利。

## 友好城市
截至2021年9月，拉沃拉内共与两座城市互为友好城市关系：
- 法國 特雷格
- 葡萄牙 梅尔加苏